# 板鏈甲

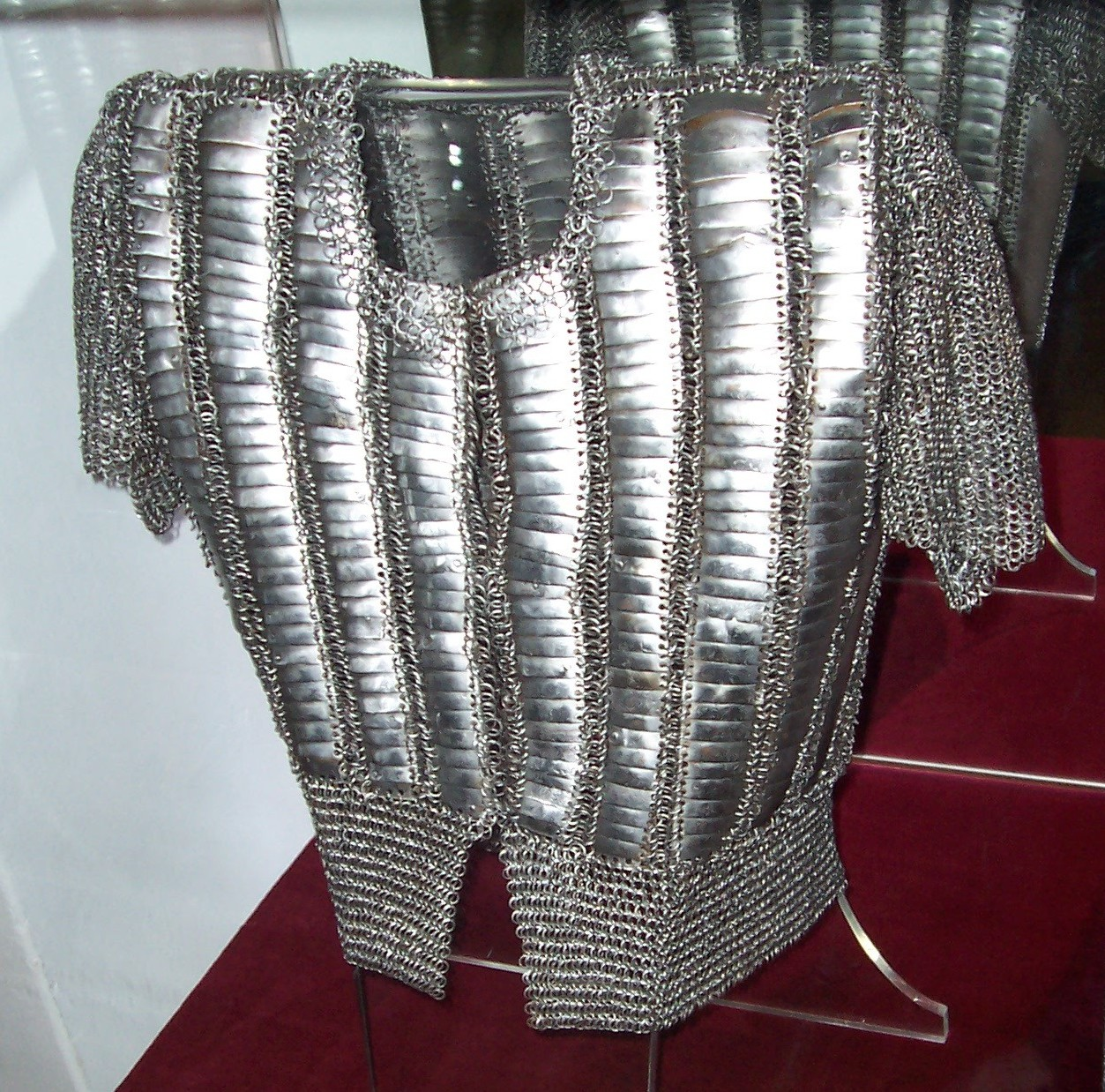
可能是1576年之前的驃騎兵所穿的板鏈甲。

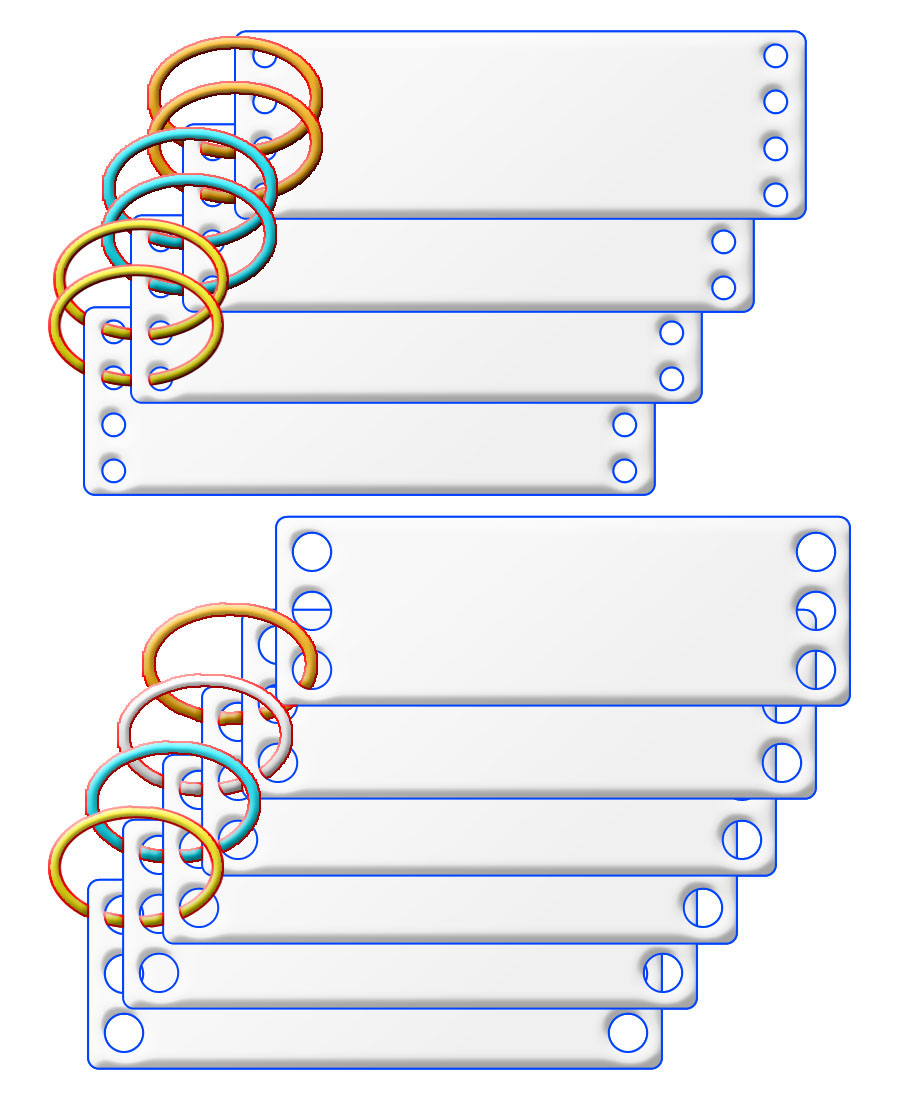
板鏈甲圖示。

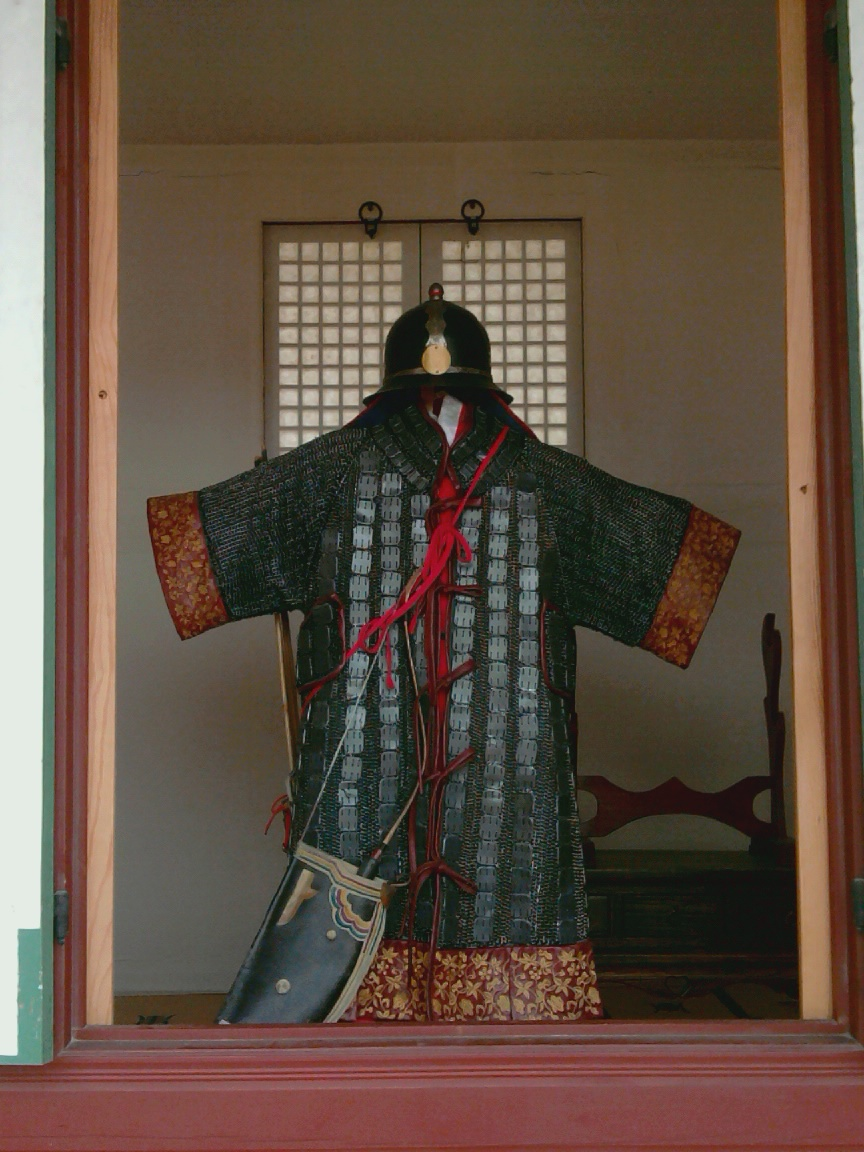
조선의 경번갑.

板鏈甲（英語：Plated Mail）是一種嵌入金屬板的锁子甲。過去在中東、日本、中國、朝鮮、中亞、大伊朗、印度、東歐，以及摩爾人都有使用這種鎧甲。

## 種類
日本的板鏈甲叫作カルタ金，在方形和矩形的金屬板的縫隙中充滿著鎖子甲。

## 外部連結
- The Silk Road Designs Armoury (Maile and Plates) (same site at the internet archive)（英文）
- Russian medieval arms and armor（英文）
  - 몽고습래회사(蒙古襲來繪詞)
  - 정지(鄭地1347∼1391)장군 경번갑(鏡幡甲)
- Nihon Katchû Seisakuben（英文）
  - Tatami Dô（英文）
  - Kikkô (Japanese brigandine from plates, mail and cloth)（英文）

图片
- Mughal Plated Mail (Pakistan) （页面存档备份，存于）
- Samurai's Tatami-do （页面存档备份，存于）
- Plated mail in turkish style owned by Holly Roman Emperor Charles V （页面存档备份，存于）